# Consort Song
Der Consort Song ist eine englische Liedgattung des 16. und 17. Jahrhunderts, die sich aus dem Air und dem Madrigal der elisabethanischen Zeit entwickelte. Er wurde auf schlichte, volksliedhafte Weisen für ein vier- oder fünfstimmiges Consort, in der Regel aus Gamben, und eine hohe Gesangsstimme komponiert. Der Begriff erschien zuerst in William Leightons 1614 veröffentlichter Sammlung The Teares and Lamentatacions of a Sorrowfull Soule mit Consort Songs von John Bull, William Byrd, John Dowland, Martin Peerson und anderen zeitgenössischen Komponisten. Byrd gilt als der bedeutendste Vertreter des Genres.